# Wang Linwei
Wang Linwei (förenklad kinesiska: 王琳炜; traditionell kinesiska: 王琳煒; pinyin: Wáng Línwěi), född den 29 augusti 1956, är en kinesisk handbollsspelare.
Hon tog OS-brons i damernas turnering i samband med de olympiska handbollstävlingarna 1984 i Los Angeles.